# Liste des cours d'eau de la Corrèze

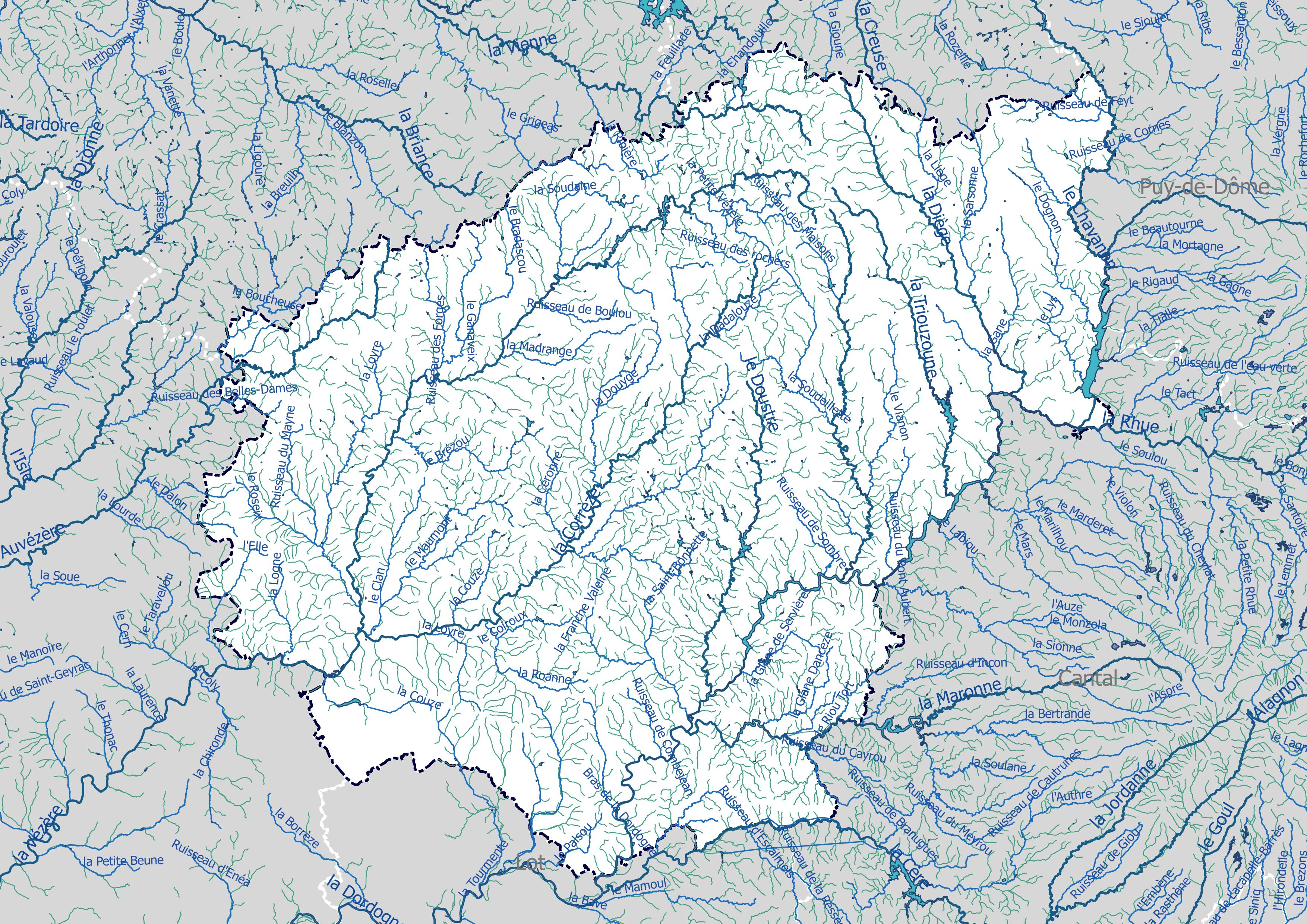
Carte de l'ensemble du réseau hydrographique de la Corrèze.

La liste des cours d'eau de la Corrèze présente les principaux cours d'eau traversant pour tout ou partie le territoire du département français de la Corrèze dans la région Nouvelle-Aquitaine. Plus de 2 000 cours d'eau sont recensés en 2014 dans le référentiel national BD Carthage sur le territoire départemental, dont 90 cours d'eau naturels de longueur supérieure à 10 km.
Les cours d'eau sont ordonnés selon leur origine naturelle (fleuve, rivières ou ruisseaux) ou artificielle (canaux). Pour chacun d'entre eux sont précisés : sa longueur totale, le cours d'eau dans lequel il se jette (confluence), le bassin collecteur auquel il appartient, le nombre de départements et de communes traversés et le nom des communes qu'il irrigue dans le département de la Corrèze.

## Cours d'eau naturels

### Définition
Jusqu'en 2016, aucun texte législatif ne définissait la notion de cours d’eau. Ce n'est qu'avec la loi du 8 août 2016 pour la reconquête de la biodiversité, de la nature et des paysages que cette lacune est comblée. L'article 118 de cette loi insère un nouvel article L. 215-7-1 dans le code de l'environnement précisant que « constitue un cours d'eau un écoulement d'eaux courantes dans un lit naturel à l'origine, alimenté par une source et présentant un débit suffisant la majeure partie de l'année. L'écoulement peut ne pas être permanent compte tenu des conditions hydrologiques et géologiques locales. ». Ainsi les trois critères cumulatifs caractérisant un cours d'eau sont :
- la présence et la permanence d’un lit naturel à l’origine, ce qui distingue les cours d’eau (artificialisés ou non) des fossés et canaux creusés par la main de l’homme ;
- l’alimentation par une source ;
- la permanence d’un débit suffisant une majeure partie de l’année, critère qui doit être évalué en fonction des conditions climatiques et hydrologiques locales.

### Cours d'eau permanents de longueur supérieure ou égale à 10 km
La base de données Carthage est le référentiel du réseau hydrographique français. Cette base est réalisée à partir de la couche hydrographie de la base de données Carto enrichie par le ministère chargé de l'environnement et les agences de l'eau avec le découpage du territoire en zones hydrographiques d'une part et la codification de ces zones et du réseau hydrographique d'autre part. De cette base, il ressort que le réseau hydrographique de la Corrèze comprend 90 cours d'eau permanents de longueur supérieure à 10 km et dont le cours est en partie ou en totalité dans le département de la Corrèze.
Le référentiel national hiérarchise le réseau en 7 classes selon l'importance décroissante des cours d'eau. Le tableau ci-après regroupe tous les cours d'eau irriguant pour tout ou partie du département et appartenant à l'une des classes 1 à 4 et de longueur supérieure à 10 km.
| Nom du cours d'eau        | Longueur totale (en km) | Confluence         | Bassin collecteur | Départements irrigués          | Communes irriguées | Communes irriguées | Communes irriguées |
| Nom du cours d'eau        | Longueur totale (en km) | Confluence         | Bassin collecteur | Départements irrigués          | Nb total           | Nb ds le dép.      | Communes du département |
| ------------------------- | ----------------------- | ------------------ | ----------------- | ------------------------------ | ------------------ | ------------------ | --- |
| Ruisseau d'Alembre        | 11,1                    | la Vézère          | la Dordogne       | 1 (19)                         | 3                  | 3                  | Lestards, Treignac, Veix. |
| Ruisseau d'Ambrugeat      | 10,1                    | la Luzège          | la Dordogne       | 1 (19)                         | 2                  | 2                  | Ambrugeat, Meymac. |
| Ars                       | 20,7                    | la Vézère          | la Dordogne       | 1 (19)                         | 3                  | 3                  | Bugeat, Pérols-sur-Vézère, Saint-Merd-les-Oussines. |
| Ruisseau de l'Artaude     | 14,7                    | la Dordogne        | la Dordogne       | 1 (19)                         | 7                  | 7                  | Chirac-Bellevue, Liginiac, Mestes, Saint-Angel, Saint-Étienne-la-Geneste, Sainte-Marie-Lapanouze, Valiergues. |
| Auvézère                  | 112,2                   | l'Isle             | la Dordogne       | 3 (19, 24, 87)                 | 27                 | 10                 | Arnac-Pompadour, Benayes, Beyssenac, Lubersac, Masseret, Saint-Julien-le-Vendômois, Saint-Pardoux-Corbier, Saint-Ybard, Salon-la-Tour, Ségur-le-Château. |
| Auze                      | 44,2                    | la Dordogne        | la Dordogne       | 2 (15, 19)                     | 12                 | 1                  | Soursac. |
| Ruisseau de la Barricade  | 11,9                    | le Chavanon        | la Dordogne       | 1 (19)                         | 5                  | 5                  | Aix, Eygurande, Lamazière-Haute, Merlines, Saint-Étienne-aux-Clos. |
| Ruisseau de Barsanges     | 12,1                    | la Petite Vézère   | la Dordogne       | 1 (19)                         | 1                  | 1                  | Pérols-sur-Vézère. |
| Ruisseau de la Bedaine    | 12,4                    | la Maronne         | la Dordogne       | 2 (15, 19)                     | 3                  | 1                  | Goulles. |
| Ruisseau des Belles-Dames | 12,8                    | l'Auvézère         | la Dordogne       | 2 (19, 24)                     | 4                  | 2                  | Beyssenac, Concèze. |
| Boucheuse                 | 38,1                    | l'Auvézère         | la Dordogne       | 3 (19, 24, 87)                 | 8                  | 3                  | Montgibaud, Saint-Éloy-les-Tuileries, Saint-Julien-le-Vendômois. |
| Ruisseau de Boulou        | 12,4                    | la Vézère          | la Dordogne       | 1 (19)                         | 4                  | 4                  | Affieux, Le Lonzac, Madranges, Veix. |
| Bradascou                 | 33                      | la Vézère          | la Dordogne       | 2 (19, 87)                     | 9                  | 8                  | Chamberet, Condat-sur-Ganaveix, Eyburie, Meilhards, Peyrissac, Rilhac-Treignac, Saint-Ybard, Uzerche. |
| Brézou                    | 29,6                    | la Vézère          | la Dordogne       | 1 (19)                         | 6                  | 6                  | Chanteix, Lagraulière, Perpezac-le-Noir, Saint-Clément, Seilhac, Vigeois. |
| Ruisseau de la Cassière   | 10,3                    | la Soudaine        | la Dordogne       | 1 (19)                         | 3                  | 3                  | Saint-Hilaire-les-Courbes, Soudaine-Lavinadière, Treignac. |
| Ruisseau du Cayrou        | 11,7                    | la Maronne         | la Dordogne       | 2 (15, 19)                     | 4                  | 1                  | Saint-Cirgues-la-Loutre. |
| Cère                      | 120,4                   | la Dordogne        | la Dordogne       | 3 (15, 19, 46)                 | 29                 | 3                  | Camps-Saint-Mathurin-Léobazel, Goulles, Saint-Julien-le-Pèlerin. |
| Céronne                   | 14,5                    | la Corrèze         | la Dordogne       | 1 (19)                         | 3                  | 3                  | Naves, Seilhac, Tulle. |
| Chandouille               | 12,9                    | la Vienne          | la Loire          | 2 (19, 23)                     | 4                  | 2                  | Peyrelevade, Tarnac. |
| Chavanon                  | 54,2                    | la Dordogne        | la Dordogne       | 3 (19, 23, 63)                 | 18                 | 6                  | Feyt, Laroche-près-Feyt, Merlines, Monestier-Merlines, Confolent-Port-Dieu, Saint-Étienne-aux-Clos. |
| Clan                      | 18,2                    | Rivière le Maumont | la Dordogne       | 1 (19)                         | 7                  | 7                  | Allassac, Donzenac, Perpezac-le-Noir, Sadroc, Saint-Bonnet-l'Enfantier, Saint-Viance, Ussac. |
| Clidane                   | 22,8                    | le Chavanon        | la Dordogne       | 2 (19, 63)                     | 6                  | 1                  | Monestier-Merlines. |
| Coiroux                   | 11,4                    | La Roanne          | la Dordogne       | 1 (19)                         | 5                  | 5                  | Aubazines, Le Chastang, Dampniat, Palazinges, Sainte-Fortunade. |
| Combade                   | 40,8                    | la Vienne          | la Loire          | 2 (19, 87)                     | 12                 | 3                  | Chamberet, L'Église-aux-Bois, Lacelle. |
| Ruisseau de Combejean     | 11                      | la Dordogne        | la Dordogne       | 1 (19)                         | 3                  | 3                  | Albussac, Monceaux-sur-Dordogne, Neuville. |
| Corrèze                   | 94,6                    | la Vézère          | la Dordogne       | 1 (19)                         | 24                 | 24                 | Les Angles-sur-Corrèze, Aubazines, Bar, Bonnefond, Brive-la-Gaillarde, Chameyrat, Chaumeil, Cornil, Corrèze, Dampniat, Gimel-les-Cascades, Grandsaigne, Laguenne, Malemort, Naves, Pérols-sur-Vézère, Sainte-Fortunade, Saint-Hilaire-Peyroux, Saint-Pantaléon-de-Larche, Saint-Yrieix-le-Déjalat, Sarran, Tulle, Ussac, Vitrac-sur-Montane. |
| Corrèze de Pradines       | 18,6                    | la Corrèze         | la Dordogne       | 1 (19)                         | 5                  | 5                  | Bonnefond, Chaumeil, Gourdon-Murat, Grandsaigne, Pradines. |
| Couze                     | 15                      | la Corrèze         | la Dordogne       | 1 (19)                         | 5                  | 5                  | Favars, Malemort, Sainte-Féréole, Saint-Germain-les-Vergnes, Saint-Hilaire-Peyroux. |
| Couze                     | 17,2                    | la Vézère          | la Dordogne       | 2 (19, 24)                     | 8                  | 7                  | Chasteaux, Jugeals-Nazareth, Larche, Lissac-sur-Couze, Noailles, Saint-Cernin-de-Larche, Saint-Pantaléon-de-Larche. |
| Dadalouze                 | 12,9                    | la Corrèze         | la Dordogne       | 1 (19)                         | 4                  | 4                  | Ambrugeat, Bonnefond, Davignac, Saint-Yrieix-le-Déjalat. |
| Dalon                     | 17,5                    | l'Auvézère         | la Dordogne       | 2 (19, 24)                     | 6                  | 1                  | Segonzac. |
| Ruisseau de Deyroux       | 12,1                    | Ruisseau d'Orgues  | la Dordogne       | 1 (19)                         | 3                  | 3                  | Camps-Saint-Mathurin-Léobazel, Mercoeur, Sexcles. |
| Diège                     | 54,4                    | la Dordogne        | la Dordogne       | 1 (19)                         | 16                 | 16                 | Bellechassagne, Chaveroche, Chirac-Bellevue, Margerides, Mestes, Roche-le-Peyroux, Saint-Étienne-la-Geneste, Saint-Exupéry-les-Roches, Saint-Germain-Lavolps, Sarroux - Saint Julien, Sainte-Marie-Lapanouze, Saint-Pardoux-le-Vieux, Saint-Setiers, Saint-Victour, Sornac, Ussel. |
| Dognon                    | 26,2                    | la Dordogne        | la Dordogne       | 2 (19, 63)                     | 6                  | 5                  | Aix, Monestier-Port-Dieu, Saint-Bonnet-près-Bort, Saint-Étienne-aux-Clos, Thalamy. |
| Dordogne                  | 483,1                   | Golfe de Gascogne  | la Dordogne       | 6 (15, 19, 24, 33, 46, 63)     | 172                | 31                 | Altillac, Argentat-sur-Dordogne, Astaillac, Auriac, Bassignac-le-Bas, Bassignac-le-Haut, Beaulieu-sur-Dordogne, Bort-les-Orgues, Brivezac, Chenailler-Mascheix, Gros-Chastang, Hautefage, Latronche, Laval-sur-Luzège, Liginiac, Liourdres, Marcillac-la-Croisille, Monceaux-sur-Dordogne, Monestier-Port-Dieu, Neuvic, Confolent-Port-Dieu, Rilhac-Xaintrie, Roche-le-Peyroux, Sainte-Marie-Lapanouze, Saint-Martial-Entraygues, Saint-Martin-la-Méanne, Saint-Merd-de-Lapleau, Sarroux - Saint Julien, Sérandon, Servières-le-Château, Soursac. |
| Doustre                   | 51,1                    | la Dordogne        | la Dordogne       | 1 (19)                         | 15                 | 15                 | Argentat-sur-Dordogne, Champagnac-la-Noaille, Champagnac-la-Prune, Chapelle-Spinasse, Gros-Chastang, Gumond, Le Jardin, Lafage-sur-Sombre, Marcillac-la-Croisille, Montaignac-Saint-Hippolyte, La Roche-Canillac, Rosiers-d'Égletons, Saint-Martial-Entraygues, Saint-Martin-la-Méanne, Saint-Pardoux-la-Croisille. |
| Douyge                    | 16,2                    | la Vimbelle        | la Dordogne       | 1 (19)                         | 6                  | 6                  | Beaumont, Chaumeil, Orliac-de-Bar, Pradines, Saint-Augustin, Saint-Salvadour. |
| Ruisseau d'Égletons       | 13                      | la Soudeillette    | la Dordogne       | 1 (19)                         | 6                  | 6                  | Darnets, Égletons, Moustier-Ventadour, Péret-Bel-Air, Saint-Yrieix-le-Déjalat, Soudeilles. |
| Elle                      | 19,4                    | la Vézère          | la Dordogne       | 2 (19, 24)                     | 7                  | 3                  | Ayen, Louignac, Saint-Robert. |
| Ruisseau d'Escalmels      | 24,7                    | la Cère            | la Dordogne       | 3 (15, 19, 46)                 | 6                  | 1                  | Camps-Saint-Mathurin-Léobazel. |
| Feyt                      | 15,9                    | la Méouzette       | la Dordogne       | 2 (19, 23)                     | 5                  | 4                  | Eygurande, Feyt, Lamazière-Haute, Laroche-près-Feyt. |
| Ruisseau des Forges       | 22,1                    | le Bradascou       | la Dordogne       | 2 (19, 87)                     | 6                  | 5                  | Condat-sur-Ganaveix, Lamongerie, Masseret, Salon-la-Tour, Uzerche. |
| Franche Valeine           | 15                      | la Souvigne        | la Dordogne       | 1 (19)                         | 5                  | 5                  | Albussac, Forgès, Lagarde-Enval, Saint-Chamant, Sainte-Fortunade. |
| Ganaveix                  | 16,9                    | le Bradascou       | la Dordogne       | 1 (19)                         | 3                  | 3                  | Condat-sur-Ganaveix, Lamongerie, Meilhards. |
| Gane                      | 19,9                    | la Diège           | la Dordogne       | 1 (19)                         | 5                  | 5                  | Aix, Saint-Exupéry-les-Roches, Saint-Fréjoux, Saint-Victour, Veyrières. |
| Glane Dancèze             | 18,1                    | la Maronne         | la Dordogne       | 1 (19)                         | 4                  | 4                  | Saint-Cirgues-la-Loutre, Saint-Geniez-ô-Merle, Saint-Julien-aux-Bois, Saint-Privat. |
| Glane de Servières        | 14,9                    | la Dordogne        | la Dordogne       | 1 (19)                         | 3                  | 3                  | Darazac, Saint-Privat, Servières-le-Château. |
| Gourdaloup                | 10,1                    | la Maronne         | la Dordogne       | 1 (19)                         | 3                  | 3                  | Saint-Cirgues-la-Loutre, Saint-Geniez-ô-Merle, Saint-Julien-aux-Bois. |
| Liège                     | 24,1                    | la Diège           | la Dordogne       | 2 (19, 23)                     | 5                  | 3                  | Bellechassagne, Saint-Pardoux-le-Vieux, Saint-Rémy. |
| Logne                     | 14,9                    | la Vézère          | la Dordogne       | 2 (19, 24)                     | 5                  | 4                  | Brignac-la-Plaine, Cublac, Mansac, Perpezac-le-Blanc. |
| Loyre                     | 14,1                    | la Corrèze         | la Dordogne       | 1 (19)                         | 7                  | 7                  | La Chapelle-aux-Brocs, Cosnac, Dampniat, Lanteuil, Malemort, Noailhac, Turenne. |
| Loyre                     | 45,3                    | la Vézère          | la Dordogne       | 1 (19)                         | 14                 | 14                 | Allassac, Beyssac, Objat, Orgnac-sur-Vézère, Saint-Aulaire, Saint-Martin-Sepert, Saint-Pardoux-Corbier, Saint-Solve, Saint-Viance, Troche, Varetz, Vigeois, Vignols, Voutezac. |
| Luzège                    | 64,2                    | la Dordogne        | la Dordogne       | 1 (19)                         | 12                 | 12                 | Combressol, Darnets, Lamazière-Basse, Lapleau, Laval-sur-Luzège, Maussac, Meymac, Moustier-Ventadour, Palisse, Saint-Hilaire-Foissac, Saint-Pantaléon-de-Lapleau, Soursac. |
| Lys                       | 17,3                    | la Dordogne        | la Dordogne       | 1 (19)                         | 4                  | 4                  | Margerides, Saint-Bonnet-près-Bort, Sarroux - Saint Julien, Thalamy. |
| Madrange                  | 21,2                    | la Vézère          | la Dordogne       | 1 (19)                         | 7                  | 7                  | Chamboulive, Eyburie, Le Lonzac, Madranges, Pierrefitte, Saint-Augustin, Veix. |
| Ruisseau des Maisons      | 10,9                    | la Petite Vézère   | la Dordogne       | 1 (19)                         | 3                  | 3                  | Meymac, Pérols-sur-Vézère, Saint-Merd-les-Oussines. |
| Maronne                   | 92,6                    | la Dordogne        | la Dordogne       | 2 (15, 19)                     | 20                 | 10                 | Argentat-sur-Dordogne, La Chapelle-Saint-Géraud, Goulles, Hautefage, Mercoeur, Monceaux-sur-Dordogne, Saint-Cirgues-la-Loutre, Saint-Geniez-ô-Merle, Saint-Julien-aux-Bois, Sexcles. |
| Maumont                   | 37,1                    | la Corrèze         | la Dordogne       | 1 (19)                         | 11                 | 11                 | Chanteix, Donzenac, Favars, Sadroc, Saint-Clément, Sainte-Féréole, Saint-Germain-les-Vergnes, Saint-Mexant, Saint-Pardoux-l'Ortigier, Saint-Viance, Ussac. |
| Maumont                   | 14,6                    | la Sourdoire       | la Dordogne       | 2 (19, 46)                     | 8                  | 6                  | Branceilles, La Chapelle-aux-Saints, Curemonte, Lagleygeolle, Meyssac, Saint-Julien-Maumont. |
| Maumont Noir              | 12                      | le Maumont         | la Dordogne       | 1 (19)                         | 4                  | 4                  | Donzenac, Sainte-Féréole, Saint-Germain-les-Vergnes, Saint-Mexant. |
| Ruisseau du Mayne         | 17,9                    | le Roseix          | la Dordogne       | 1 (19)                         | 8                  | 8                  | Chabrignac, Concèze, Lascaux, Objat, Saint-Bonnet-la-Rivière, Saint-Cyr-la-Roche, Saint-Sornin-Lavolps, Vars-sur-Roseix. |
| Ménoire                   | 15,2                    | la Dordogne        | la Dordogne       | 1 (19)                         | 6                  | 6                  | Beaulieu-sur-Dordogne, Chenailler-Mascheix, Lostanges, Ménoire, Nonards, Tudeils. |
| Méouzette                 | 23,9                    | le Chavanon        | la Dordogne       | 2 (19, 23)                     | 6                  | 2                  | Feyt, Laroche-près-Feyt. |
| Montane                   | 39,1                    | la Saint-Bonnette  | la Dordogne       | 1 (19)                         | 10                 | 10                 | Chanac-les-Mines, Eyrein, Gimel-les-Cascades, Laguenne, Rosiers-d'Égletons, Saint-Priest-de-Gimel, Saint-Yrieix-le-Déjalat, Sarran, Tulle, Vitrac-sur-Montane. |
| Orgues                    | 11                      | la Cère            | la Dordogne       | 2 (19, 46)                     | 5                  | 3                  | Altillac, Camps-Saint-Mathurin-Léobazel, Mercoeur. |
| Ruisseau d'Orluc          | 13,1                    | la Vézère          | la Dordogne       | 1 (19)                         | 3                  | 3                  | Bonnefond, Bugeat, Pérols-sur-Vézère. |
| Palsou                    | 13,9                    | la Dordogne        | la Dordogne       | 2 (19, 46)                     | 6                  | 3                  | Bilhac, Queyssac-les-Vignes, Sioniac. |
| Penchennerie              | 10,4                    | l'Auvézère         | la Dordogne       | 3 (19, 24, 87)                 | 5                  | 3                  | Saint-Éloy-les-Tuileries, Saint-Julien-le-Vendômois, Ségur-le-Château. |
| Pont-Aubert               | 17,6                    | la Dordogne        | la Dordogne       | 1 (19)                         | 5                  | 5                  | Latronche, Neuvic, Saint-Hilaire-Luc, Saint-Pantaléon-de-Lapleau, Soursac. |
| Rhue                      | 56,6                    | la Dordogne        | la Dordogne       | 3 (15, 19, 63)                 | 13                 | 1                  | Bort-les-Orgues. |
| Ribière                   | 19,9                    | la Vienne          | la Loire          | 2 (19, 87)                     | 5                  | 3                  | L'Église-aux-Bois, Lacelle, Viam. |
| Riou Tort                 | 12,8                    | la Maronne         | la Dordogne       | 2 (15, 19)                     | 2                  | 1                  | Saint-Julien-aux-Bois. |
| Roanne                    | 21                      | la Corrèze         | la Dordogne       | 1 (19)                         | 8                  | 8                  | Albignac, Albussac, Beynat, Dampniat, Lanteuil, Ménoire, Saint-Hilaire-Peyroux, Sérilhac. |
| Roseix                    | 15,1                    | la Loyre           | la Dordogne       | 1 (19)                         | 7                  | 7                  | Ayen, Juillac, Objat, Rosiers-de-Juillac, Saint-Aulaire, Saint-Bonnet-la-Rivière, Vars-sur-Roseix. |
| Rujoux                    | 18,3                    | la Vézère          | la Dordogne       | 1 (19)                         | 5                  | 5                  | Chamboulive, Espartignac, Eyburie, Pierrefitte, Saint-Salvadour. |
| Saint-Bonnette            | 24,3                    | la Corrèze         | la Dordogne       | 1 (19)                         | 8                  | 8                  | Chanac-les-Mines, Clergoux, Espagnac, Ladignac-sur-Rondelles, Laguenne, Saint-Bonnet-Avalouze, Saint-Martial-de-Gimel, Tulle. |
| Sarsonne                  | 27,1                    | la Diège           | la Dordogne       | 2 (19, 23)                     | 7                  | 6                  | Aix, Couffy-sur-Sarsonne, Courteix, Saint-Exupéry-les-Roches, Saint-Pardoux-le-Neuf, Ussel. |
| Saulière                  | 26,5                    | la Luzège          | la Dordogne       | 1 (19)                         | 6                  | 6                  | Ambrugeat, Darnets, Davignac, Moustier-Ventadour, Pérols-sur-Vézère, Soudeilles. |
| Sombre                    | 13,1                    | la Dordogne        | la Dordogne       | 1 (19)                         | 3                  | 3                  | Lafage-sur-Sombre, Laval-sur-Luzège, Saint-Merd-de-Lapleau. |
| Soudaine                  | 25,8                    | la Vézère          | la Dordogne       | 1 (19)                         | 3                  | 3                  | Chamberet, Saint-Hilaire-les-Courbes, Soudaine-Lavinadière. |
| Soulou                    | 14,7                    | la Rhue            | la Dordogne       | 2 (15, 19)                     | 5                  | 1                  | Bort-les-Orgues. |
| Sourdoire                 | 27,1                    | la Dordogne        | la Dordogne       | 2 (19, 46)                     | 14                 | 11                 | La Chapelle-aux-Saints, Curemonte, Lagleygeolle, Lostanges, Marcillac-la-Croze, Le Pescher, Puy-d'Arnac, Saint-Bazile-de-Meyssac, Sérilhac, Tudeils, Végennes. |
| Souvigne                  | 18,1                    | la Dordogne        | la Dordogne       | 1 (19)                         | 7                  | 7                  | Argentat-sur-Dordogne, Forgès, Marc-la-Tour, Monceaux-sur-Dordogne, Saint-Chamant, Saint-Paul, Saint-Sylvain. |
| Tourmente                 | 26,6                    | la Dordogne        | la Dordogne       | 2 (19, 46)                     | 13                 | 3                  | Jugeals-Nazareth, Ligneyrac, Turenne. |
| Triouzoune                | 51,3                    | la Dordogne        | la Dordogne       | 1 (19)                         | 10                 | 10                 | Alleyrat, Liginiac, Meymac, Neuvic, Palisse, Saint-Angel, Saint-Germain-Lavolps, Saint-Sulpice-les-Bois, Sérandon, Valiergues. |
| Ruisseau de Vasséjoux     | 10,1                    | la Luzège          | la Dordogne       | 1 (19)                         | 3                  | 3                  | Lapleau, Laval-sur-Luzège, Saint-Hilaire-Foissac. |
| Vézère                    | 211,2                   | la Dordogne        | la Dordogne       | 2 (19, 24)                     | 53                 | 33                 | Affieux, Allassac, Bugeat, Chamboulive, Chavanac, Cublac, Espartignac, Estivaux, Eyburie, Larche, Lestards, Le Lonzac, Mansac, Meymac, Millevaches, Orgnac-sur-Vézère, Pérols-sur-Vézère, Peyrissac, Pierrefitte, Saint-Hilaire-les-Courbes, Saint-Merd-les-Oussines, Saint-Pantaléon-de-Larche, Saint-Sulpice-les-Bois, Saint-Viance, Saint-Ybard, Soudaine-Lavinadière, Treignac, Ussac, Uzerche, Varetz, Viam, Vigeois, Voutezac. |
| Vianon                    | 27,6                    | la Luzège          | la Dordogne       | 1 (19)                         | 7                  | 7                  | Lamazière-Basse, Lapleau, Neuvic, Palisse, Saint-Angel, Saint-Hilaire-Luc, Saint-Pantaléon-de-Lapleau. |
| Vienne                    | 363,3                   | la Loire           | la Loire          | 7 (16, 19, 23, 37, 49, 86, 87) | 96                 | 3                  | Peyrelevade, Saint-Setiers, Tarnac. |
| Vimbelle                  | 22,5                    | la Corrèze         | la Dordogne       | 1 (19)                         | 7                  | 7                  | Bar, Beaumont, Chaumeil, Naves, Orliac-de-Bar, Saint-Augustin, Saint-Salvadour. |

### Autres cours d'eau
Plus de 2 000 cours d'eau sont recensés en 2014 dans le référentiel national BD Carthage sur le territoire départemental de la Corrèze, y compris les 90 cours d'eau naturels de longueur supérieure à 10 km déjà listés ci-dessus.
En lien avec la loi pour la reconquête de la biodiversité, de la nature et des paysages, publiée au Journal officiel du 9 août 2016, définissant la notion de cours d’eau, une instruction du gouvernement du 3 juin 2015 demande aux services d’État de mettre en place une cartographie du réseau hydrographique dans chaque département, afin de permettre aux riverains concernés de distinguer facilement les cours d’eau des fossés, non soumis aux mêmes règles : une intervention sur un cours d’eau allant au-delà de l’entretien courant ne peut en effet se faire que dans le cadre d’une déclaration ou autorisation « loi sur l’eau ». En outre les agriculteurs qui demandent les aides de la Politique agricole commune doivent implanter ou conserver une bande tampon de cinq mètres le long des cours d'eau classés au titre des Bonnes conditions agricoles et environnementales (BCAE). Dans ce cadre, les services de l'État ont engagé une démarche progressive d'identification des cours d'eau.
Une autre cartographie interactive est disponible sur le SIGORE, le portail cartographique de l'environnement en région Nouvelle-Aquitaine.

## Canaux
Un canal est un ouvrage artificiel permettant la dérivation d’un cours d'eau afin de répondre à divers usages (irrigation, hydroélectricité, pisciculture, 
navigation, ouvrage  de  décharges  de  crue...). Seuls les travaux d’entretien des canaux sont soumis à la loi sur l'eau. Aucun canal ne draine la Corrèze.